# Bernard Moitessier
Bernard Moitessier fue un escritor, marino y activista francés conocido por sus varios libros de aventuras en los que relata sus proezas como navegante solitario. Sus lecturas tienen un fuerte carácter espiritual y poético.

## Historia

### Primeros años
Nació el 10 de abril de 1925 en Hanói, Indochina, hijo de Robert Moitessier y Marthe Gerber. Pasó su infancia entre Francia y Saigón (Indochina), con sus otros tres hermanos debido a los negocios familiares que regentaba su padre.
A los quince años, a la vista de sus notas desastrosas, su padre decide que debe unirse a una escuela de agricultura. A los dieciocho años ya es capataz de una plantación de caucho, donde aprendió a amar la tierra y a los diecinueve años trabajó en el negocio familiar comprobando las facturas.

### Guerra de indochina y primer viaje
En 1940 los japoneses invadieron indochina, su padre Robert fue retenido como prisionero, y Bernard fue detenido junto con el resto de su familia, y fue obligado a formar parte de los enfrentamientos. Meses más tarde viaja a Europa, ya al regresar junto con su amigo Pierre Deshumer, parten de indochina, 1951 después de restaurar un viejo barco llamado Snark, parten hacia Indonesia.
Más tarde regresan otra vez hacia el golfo de Tailandia donde los dos amigos se separarán.
Bernard Moitessier decide entonces arreglar un viejo junco de madera y bautizarlo como Marie-Thérèse, es el que va a ser su primer verdadero velero. Es en 1952 cuando el marino parte definitivamente de su tierra hacia otros horizontes aún sin definir, pero después de 85 días de navegación en el océano Índico y duros problemas de filtraciones de agua por el calafateo de la embarcación, encalla en el Archipiélago de Chagos después de quedarse dormido demasiado tiempo debido a lo duro de la travesía.
Es entonces cuando sin dinero ni conocidos en la isla, decide residir dos años en la cercana isla de Mauricio y con la ayuda de buenas amistades que allí hace construir otra embarcación mucho más segura.

#### Marie-Thérèse II
Una vez con el nuevo barco Marie-Thérèse II, decide cruzar el océano Atlántico, después de estar un año trabajando en Durban, una vez en las Antillas francesas y durante una travesía entre la Isla Trinidad y Santa Lucía, naufraga otra vez, de forma parecida a la primera, encallando en un arrecife coralino.

### Joshua

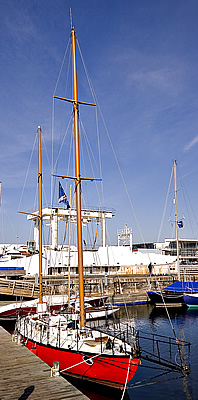
Joshua 2.

Nombre que lleva el velero de Moitessier en honor al navegante Joshua Slocum. Embarcación de aparejo tipo queche, de 12 metros de eslora y fabricado en acero, fue el barco con el que Moitessier realizó su legendaria travesía en solitario alrededor del mundo. Rescatado y restaurado por el Museo Marítimo de La Rochelle donde permanece con otros barcos notables, clasificado como monumento histórico.

### Muerte

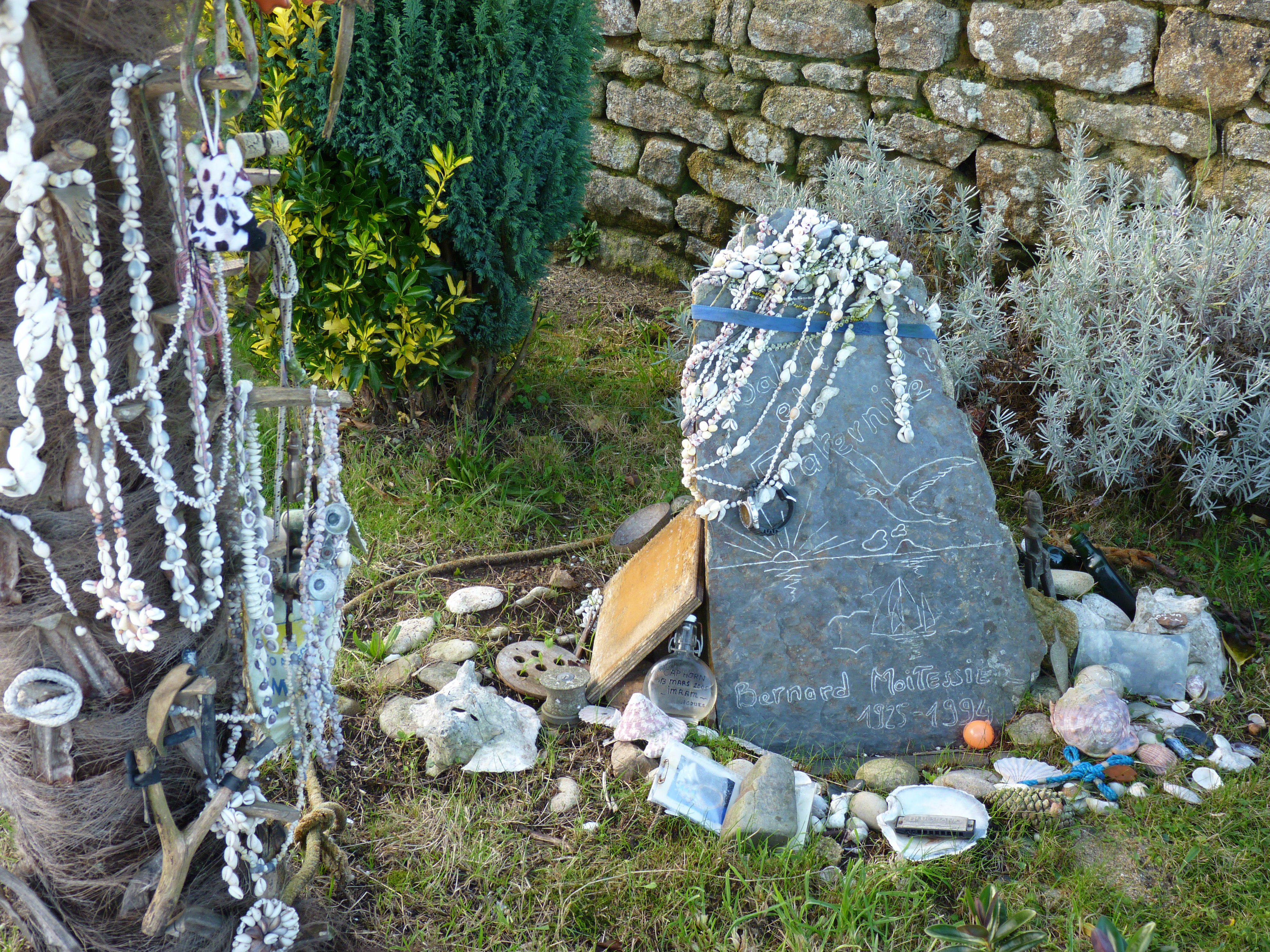
Tumba de Bernard Moitessier, en el cementerio de Bono.

Moitessier muere en París, en 1994, como consecuencia de un cáncer de próstata. Sus restos se encuentran en el cementerio de Bono, en la Bretaña Francesa, donde numerosos visitantes dejan ofrendas.